# José da Silva Santana Carlos
José da Silva Santana Carlos, plus connu sous le nom de Santana Carlos (né le 15 juin 1983 à Luanda en Angola) est un footballeur international angolais, qui évolue au poste d'attaquant.

## Biographie

### Carrière en club
Santana Carlos inscrit 20 buts dans le championnat d'Angola en 2008, ce qui fait de lui le meilleur buteur du championnat.
Il joue huit matchs en première division portugaise avec le Vitória Guimarães, sans inscrire de but.
Il participe à la Ligue des champions d'Afrique avec le club angolais du Petro de Luanda.

### Carrière en sélection
Santana Carlos reçoit 18 sélections en équipe d'Angola entre 2004 et 2011, inscrivant deux buts. Toutefois, une sélection et un but ne sont pas reconnus par la FIFA.
Il joue son premier match en équipe nationale le 19 septembre 2004, contre le Mozambique, lors des demi-finales de la Coupe COSAFA 2004. L'Angola remporte cette compétition en battant la Zambie en finale. Il participe ensuite de nouveau à la Coupe COSAFA en 2006. Cette fois-ci, c'est l'Angola qui s'incline en finale contre la Zambie.
Il inscrit son premier but le 28 juillet 2007, contre le Lesotho (victoire 2-0). Il marque son second but le 20 août 2008, contre la Tunisie (match nul 1-1).
Il joue son dernier match en équipe nationale le 4 janvier 2011, contre l'Arabie saoudite.

## Palmarès
| Petro de Luanda \| - Championnat d'Angola (1) : - Champion : 2008. - Vice-champion : 2006. - Meilleur buteur : 2008 (20 buts). - Coupe d'Angola (2) : - Vainqueur : 2002 et 2012. \| \| - Supercoupe d'Angola (1) : - Vainqueur : 2002. - Finaliste : 2010. \| |  | Sagrada Esperança - Championnat d'Angola (1) : - Champion : 2005. - Vice-champion : 2004. - Coupe d'Angola : - Finaliste : 2003. |
| - Championnat d'Angola (1) : - Champion : 2008. - Vice-champion : 2006. - Meilleur buteur : 2008 (20 buts). - Coupe d'Angola (2) : - Vainqueur : 2002 et 2012.                                                                                                 |  | - Supercoupe d'Angola (1) : - Vainqueur : 2002. - Finaliste : 2010.                                                              |